# Чи є теософія релігією?
«Чи є теософія релігією?» (англ. Is Theosophy a Religion?) — редакційна стаття Олени Петрівни Блаватської, опублікована у листопаді 1888 року в теософському журналі «Люцифер». Увійшла в зібрання творів автора[⇨].

## Дослідження вмісту

### Невірні припущення
Стаття починається з неодноразово повтореного автором в інших місцях твердження, що існує «відчуття замішання» й нерозуміння з боку громадськості з приводу справжньої природи Теософського руху. Зокрема, нерідко припускають, що рух є релігією: 
Рік за роком, день за днем наші відповідальні працівники й прості члени Товариства змушені втручатися в розмови людей, які обговорюють Теософський рух, щоб висловити свій більш-менш рішучий протест проти присвоєння теософії статусу релігії, а Теософському Товариству — якоїсь нової церкви або релігійної організації. Але найгірше, коли про це Товариство відгукуються як про «нову секту»!
Таким чином, на думку засновниці руху, теософію не можна називати ні «релігією», ні сектою в звичайному сенсі цього слова. Вона ставить риторичне запитання, чи є ця плутанина результатом вкоріненого забобону або ж просто помилкою через відсутність інформації. І одночасно передбачає, що «відверті циніки та наклепники» не упустять можливості за допомогою ярликів «ізм» або «секта» зародити почуття недовіри. Блаватська стверджує, що думка абсолютної більшості просто невірна.

### Проти сліпої віри
Блаватська підкреслює, що догматичні релігії є антитезою об'єктивності й «отупляють мислення», що ніяк не відповідає теософським принципам. І вона говорить про те, що «головним завданням руху» завжди була боротьба з такими віруваннями: «Справжнім сенсом буття Теософського Товариства з самого початку був відкритий протест і чесна війна проти всякої догми або віровчення, заснованого на сліпій вірі».
Цей «сенс буття», таким чином, характеризується тут як коригувальний імпульс, який виражається у формі «відкритого протесту» й «чесної війни» проти існуючого положення. Об'єктами ж цього невдоволення є жорсткі догматичні позиції. Критика конкретно спрямована на переважне ставлення, коли переважним є бездумне прийняття, а не безперешкодне дослідження. У зв'язку з цим Блаватська стверджує, що «найкращі новобранці» теософського руху прийшли з табору агностицизму чи навіть матеріалізму, де процес обговорення є більш вільним і не стримується догмами. Як можна припустити, суть її логіки в тому, що подолати особисті упередження складніше, якщо вони мають християнське походження, тому що наука, принаймні, схвалює об'єктивність, тоді як «християнство проповідує винятковість».

### Теософське визначення релігії
Блаватську сильно турбує те, як сучасна теософія сприймається громадськістю. Вона знову повторює, що, з її точки зору, теософія не є релігією, хоча вона й пов'язана з конкретними релігійними, філософськими та науковими уявленнями й, отже, це може породити плутанину. Проте теософія представляється їй не як «якась» релігія (англ. Theosophy is not a Religion), але як «сама релігія» (англ. Theosophy is Religion itself). Це рішуче висловлене твердження припускає, що теософія є виразом більш щирого релігійного почуття й більш авторитетного знання та досвіду, ніж ті, що представлені в існуючих популярних формах релігії. Блаватська відчуває, що теософія здатна усунути незручні й відволікаючі соціальні функції релігії, які вважає екзотеричними, щоб стати «елітарним езотеричним ідейним джерелом», доступним для кваліфікованих, належним чином підготовлених персон.
Що ж являє собою теософська інтерпретація «самої релігії» ?
«Релігія, в єдино правильному й істинному розумінні цього слова, — це не якийсь набір догм і віровчень, але узи, об'єднуючі воєдино всіх людей. Справжня релігія, в найширшому сенсі цього поняття, це те, що єднає не тільки всіх людей, але також і все істоти й все речі у всесвіті в єдине величезне ціле. Таке наше теософське визначення релігії... Таким чином, ми говоримо, що теософія — це не якась релігія, але сама релігія — єднальна тканина, настільки універсальна й всеосяжна, що жодна людина й жодна частинка буття — від богів і смертних людей до тварин, стеблинки трави й найменшого атома — не можуть бути обділені її світлом. І тому кожна організація чи товариство, що носить її ім'я, за необхідності повинно бути загальним братерством».

### Духовна алхімія
Блаватська пише, що, розглянута як філософія, теософія «перетворює зовні неблагородні метали всіх ритуальних і догматичних вірувань (включаючи християнство) в золото фактів та істин і тим самим створює справжню й універсальну панацею від усіх людських недуг». Ця аналогія пояснює відмінність між екзотеричної й езотеричної інтерпретацією символів, міфів, легенд, священних писань, фольклору, тобто, практично всіх форм культурного матеріалу. З точки зору Блаватської, теософія є фільтром, через який повинні бути пропущені й «трансмутовані» всі релігійні атрибути. Вона щиро переконана, що ця методологія вкрай необхідна, щоб виправити перекручені уявлення екзотеричного боку релігії.
На думку автора статті, «практична теософія — це не окрема наука», тому що вона охоплює всі існуючі науки духовного та фізичного життя. Її можна назвати всесвітнім «наставником», або викладачем універсального знання, досвіду та ерудиції, покликаних не тільки допомогти «учню» благополучно здати іспити за всіма видами наукової та моральної діяльності в цьому земному житті, а й підготувати його для наступних життів. Для цього «необхідно вивчати всесвіт і його таємниці, дивлячись крізь себе самого, а не за допомогою окулярів релігій і ортодоксальної науки».

### Джерело мудрості
Арнольд Калнітський зазначив, що, згідно з «міфу про походження теософській доктрини», початкова істина про всесвіт була вперше передана предкам людської раси духовно просунутими істотами в значно більшому обсязі, ніж передбачається при екзотеричному підході. Первісне одкровення «екстра-космічної істини» (тобто передача первинного духовного знання в ході відповідної фази циклу) нібито було здійснено «духовно піднесеними мудрими істотами», які були впевнені, що це езотеричне знання закріпиться за допомогою символічного «кодування» й традицій духовно зрілих і правильно орієнтованих інтерпретаторів. Передача початкової істини є необхідною частиною загальної еволюційної схеми, і залучені в це духовно просунуті істоти повинні гарантувати, що «початкова мудрість» буде доступною за будь-яких обставин і умов, хоча б і в завуальованому або таємному поданні.
З приводу «духовно піднесених мудрих істот» Блаватська пише:
Поява так званого «окультизму» (або, скоріше, езотеричної науки) пов'язано з тими Істотами, які, дотримуючись закону карми, втілилися в нашому людстві й заклали в ньому основи таємної науки, яку незліченні покоління адептів передавали потім віками, звіряючи її вчення з власними спостереженнями й досвідом і періодично сповіщаючи про неї світу. Основна маса цих знань (якими жодна людина не може володіти в повному обсязі) якраз і складає те, що ми тепер називаємо теософією, або «божественним знанням».
Блаватська стверджує, що єдність всього у всесвіті вже саме по собі має на увазі й виправдовує віру теософів в існування знання «одночасно наукового, філософського й релігійного», який демонструє реальність взаємозв'язку всіх істот і об'єктів всесвіту. «Але таке знання за необхідності повинно бути релігією, і тому у всій своїй сукупності й універсальності воно називається мудрістю-релігією».

### Забобони та омани
Блаватська вважає, що «батьківський ствол» всіх без винятку релігій і філософських систем містить у собі «велику Істину», яка «до теперішнього часу» була прихована, спотворена або просто ігнорувалася. Вона пише, що її «Таємна доктрина», книга, в якій викладено все, що може бути передано людству в «поточному столітті», являє собою спробу розчистити частину загального фундаменту всіх — великих і малих релігій і філософських систем. «Було визнано за необхідне підірвати весь величезний пласт скам'янілих забобонів і помилок, що приховують нині єдину підставу (а) всіх великих світових релігій, (б) малих сект і (в) теософії в її сучасному викладі — як би глибоко не виявилася прихованою від нас велика Істина по причини нашої власної обмеженості й недосконалості наших знань».
Блаватська вважає, що забобонів і помилок накопичилося досить багато, тому що вони були створені «великим безліччю людей», спроба ж теософів боротися з ними призвела до того, що «нападки на всіх теософських авторів і на саме Товариство стали постійними». Навіть їхні друзі й читачі теософських журналів нерідко характеризують спробу впоратися з помилками як «немилосердні нападки на християнство», «нетеософічні образи» і т. п. Вона пише: «І все ж вони необхідні й навіть невідворотні, якщо ми хочемо наблизитися хоча б до відносних істин. Ми хочемо називати речі своїми іменами й готові постраждати за це (як завжди). Немає сенсу обіцяти людям істину, а потім підмішувати в неї помилки й вигадку виключно через слабкість характеру... Адже те, що теософію тепер однозначно вважають релігійною сектою, стало результатом політики бездіяльності та пасивності самих теософів».

## Критика
Р. Ґенон писав, що представлене лідерами Теософського Товариства запевнення про нібито «східне походження» їх доктрини, яка «претендує на езотеризм»,  виявилося неправдивим, а її «первісна спрямованість була відверто антихристиянської». На його думку, «між доктриною Теософського Товариства або, принаймні, тим, що такий проголошується, і теософією в істинному розумінні цього слова, немає абсолютно ніякій спорідненості». Назвавши теософію Блаватської «теософізмом», він охарактеризував її в своїй книзі як «псевдорелігію».
У 1912 році «Католицька енциклопедія» охарактеризувала ставлення теософії Блаватської до релігії й науки так:
«Сучасна теософія претендує на титул науки: її вчення-де є продуктом думки, їх джерело є свідомість, а не якесь там божественне одкровення. <...> Насправді ж, теософія — це одна з форм пантеїзму, вона заперечує персоніфікованого Бога й особисте безсмертя. Її заклик до духовного в людині й її прагнення до з'єднання з Божеством засновані на суперечливою метафізиці, уявної психології, системі етики, яка визнає не за вільну волю, але абсолютну неминучість карми. Немає ніяких доказів істинності її вчення, за винятком простих заяв її лідерів. Заперечення особистісного Бога анулює її домагання бути духовною філософією. Схоже, вона являє собою дивну суміш містики, шарлатанства та безплідних домагань на те, щоб висловити своє вчення в словах, які одночасно відображають дух християнської етики й сучасної науки».

## Публікації
- Is Theosophy a Religion? // Lucifer : журнал. — London : Theosophical Publishing Society, 1888. — Vol. 3, no. 15 (November). — P. 177—187.
- Is Theosophy a Religion? // Collected Writings / B. De Zirkoff. — Wheaton, Ill : Theosophical Publishing House, 1964. — Т. 10. — P. 159—173.
- Теософия — это религия ? // Астральные тела и двойники. — М. : Сфера, 2000. — С. 89—109. — (Белый Лотос) — ISBN 5850000879.
- Теософия — это религия ? // Происхождение Начал. — М. : Сфера, 2006. — 480 с. — (Елена Блаватская потомкам) — ISBN 5939751644.

### Наукові
- Driscoll J. T. Theosophy // The Catholic Encyclopedia / C. G. Herbermann, E. A. Pace et al. — New York : Robert Appleton Company, 1912. — Т. 14. — P. 626—628.
- Ellwood R. S. Theosophy: A Modern Expression of the Wisdom of the Ages. — Wheaton, IL. : Theosophical Publishing House, 1986. — 237 p. — ISBN 9780835606073.
- Goodrick-Clarke N. The Western Esoteric Traditions: A Historical Introduction. — New York : Oxford University Press, 2008. — 296 p. — ISBN 9780199717569.
- Guénon R. Theosophy: history of a pseudo-religion = Le théosophisme: histoire d'une pseudo-religion / переклад A. Moore, Jr. — Hillsdale, NY : Sophia Perennis, 2004. — 335 p. — ISBN 9780900588808.
- Hammer O. Claiming Knowledge: Strategies of Epistemology from Theosophy to the New Age. — Reprint 2001. — Boston : Brill, 2003. — 550 p. — (Studies in the history of religions) — ISBN 9789004136380.
- Kalnitsky A. The Theosophical Movement of the Nineteenth Century: The Legitimation of the Disputable and the Entrenchment of the Disreputable. — Pretoria : University of South Africa, 2003. — 443 p.
- Melton J. G. Encyclopedic Handbook of Cults in America. — First published in 1992. — New York : Routledge, 2014. — 424 p. — ISBN 9781135539986.
- Соловьёв В. С. Рецензия на книгу Е. П. Блаватской «The Key to Theosophy» // Собрание сочинений / под ред. С. М. Соловьёва и Э. Л. Радлова. — 2-е изд. — СПб. : Книгоиздательское Товарищество "Просвещение", 1911. — Т. VI. — С. 287—292.
- Торчинов Е. А. Религии мира: опыт запредельного: психотехника и трансперсональные состояния. — 4-е изд. — СПб. : Азбука-классика, 2007. — 539 с. — ISBN 9785352021170.
- Трефилов В. А. Глава XVII. Надконфессиональная синкретическая религиозная философия // Основы религиоведения. Учебник / под ред. И. Н. Яблокова. — 4-е изд. — Москва : Высшая школа, 1994. — С. 233—245. — ISBN 5-06-002849-6.

### Інші
- An Index to «Lucifer», 1887—1897, London // Union Index of Theosophical Periodicals : сайт. — The Campbell Theosophical Research Library, 2016. — April. Архівовано з джерела 28 червня 2017. Процитовано 2016-05-30.
- Brooks R. W., Hao Chin V. Religion // Theosopedia : сайт. — Manila : Theosophical Publishing House, 2012. — March. Архівовано з джерела 11 червня 2016. Процитовано 2016-05-30.
- Subba Row T. Notes on the Bhagavad Gita. — Theosophical University Press, 1978. — ISBN 1-55700-126-x.